# Garrattlokomotiv

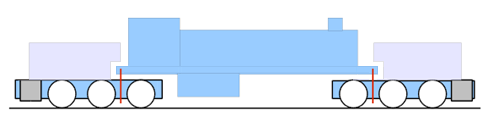
Principteckning för ett Garrattlokomotiv

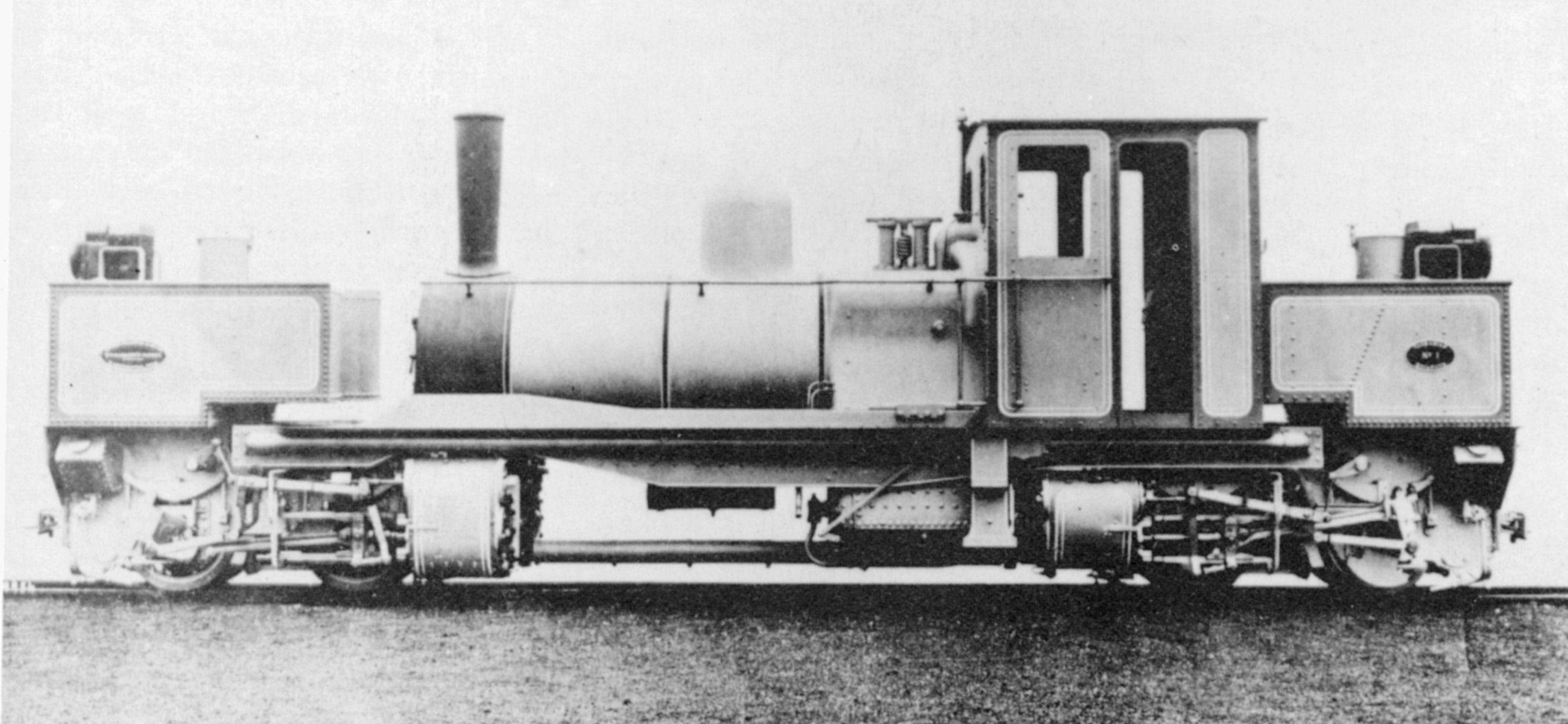
K1, det första Garrattlokomotivet

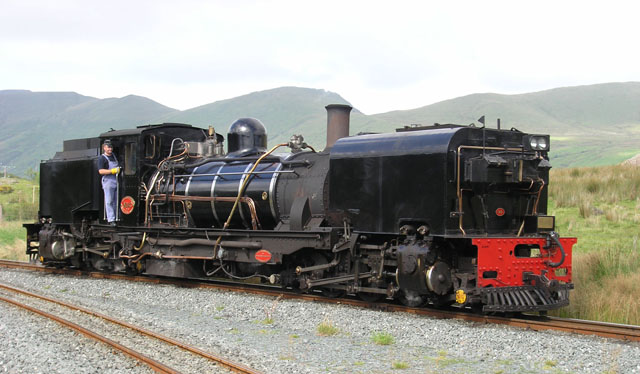
Ett Garrattlok från South African Railways, nu på Welsh Highland Railway

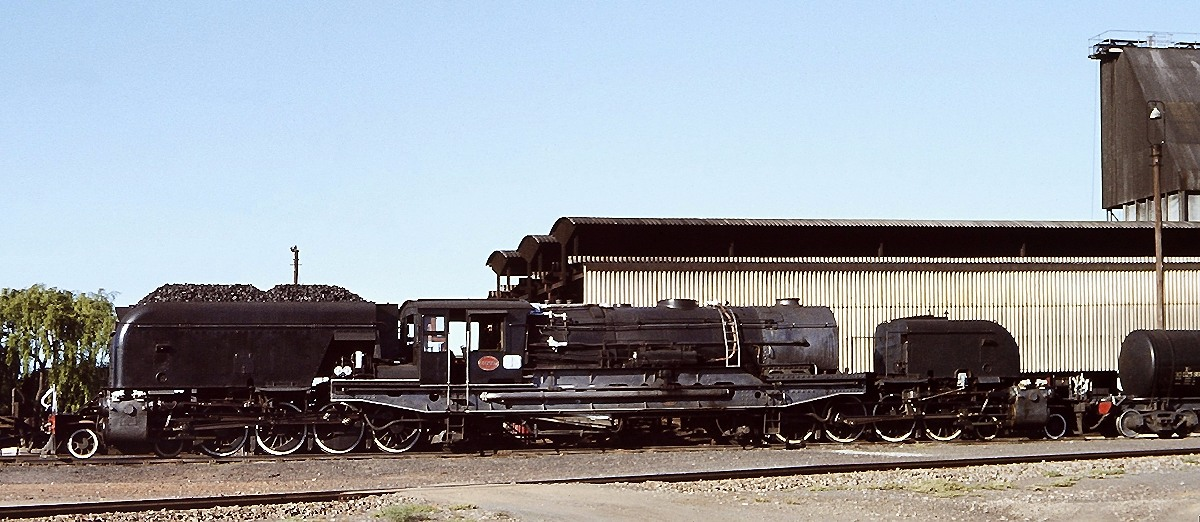
Ett tungt Garrattlokomotiv från South African Railways vid depån i Oudtshoorn 1979

Ett Garrattlokomotiv är en typ av ledat ånglok i tre delar. Ångpannan är monterad som den mittersta delen, och två ångmaskiner är monterade på de två andra delarna, en på varje sida av ångpannan.
Ledningen tillåter långa lokomotiv att ta snävare kurvor och gå på lättare räls än  icke ledade lokomotiv av motsvarande storlek. Många Garattlokomotivtyper syftar till en fördubblad styrka jämfört med de största konventionella lokomotiv som går på en viss järnväg, för att minska behovet av kopplade lokomotiv.

## De första Garrattlokomotiven
Garrattlokomotivet utvecklades av den brittiske ingenjören Herbert William Garratt (1864–1913), som efter tjänstgöring vid järnvägar i Sydamerika, Kuba och Nigeria 1906 blev teknisk representant i London för det australiensiska New South Wales Government Railways. Han ansökte om sitt första patent på ledade lok 1907. Han tog kontakt med Kitson & Co., som dock inte nappade på idén, kanske för att företaget själv börjat en satsning på Meyerlokomotivet. Därefter tog han kontakt med Beyer, Peacock and Company, som var  något mer intresserade.
År 1907 lämnade Beyer, Peacock and Company offert på ett Garrattlokomotiv med 610 mm spårvidd till New South Wales Government Railways, vilket inte ledde till order. Året därpå byggde företaget ett 610 mm Malletlokomotiv för Tasmaniens delstatsregering samt föreslog ett något tyngre Garrattlokomotiv för New South Wales Government Railways än det ursprungliga. Detta förslag accepterades och ledde till att två lok byggdes 1909.[källa behövs]

## Beyer-Garratt
Garratt licensierade sitt patent till  Beyer, Peacock and Company, som i sin tur utvecklade konstruktioner och licensierade dem vidare. Beyer, Peacock fortsatte att marknadsföra idén efter det att det ursprungliga patentet gått ut 1928, under eget varumärke, Beyer-Garratt. Nästan två tredjedelar av alla Garrattlokomotiv (1023 av 1651) byggdes av Beyer, Peacock and Company vid dess verkstad i Gorton. Annan tillverkning skedde i Storbritannien, Frankrike, Spanien, Tyskland, Italien, Belgien, Sydafrika, Brasilien och Australien.

## De sist tillverkade Garrattlokomotiven
De sist tillverkade Garrattlokomotiven enligt Beyer, Peacock and Company:s konstruktion byggdes 1967–1968, åtta smalspåriga South African Railways Class NG G16-lok. Ordern lades på Beyer, Peacock and Company, men eftersom företaget var under avveckling underkontrakterades tillverkningen till Hunslet Engine Company. Dess sydafrikanska dotterbolag i Germiston byggde loken med ångpannor tillverkade av moderbolaget.
Southern Fuegian Railway i Argentina, en smalspåring järnväg med 500 mm spårvidd, köpte in två nya Garrattlokomotiv 1994 och 2006.